# Joan I el Roig
Joan I el Roig - en bretó Yann Iañ ar Ruz, en francès Jean Ier le Roux - (1217 o 1218 - 8 d'octubre de 1286, Castell de l'Isle) va ser duc de Bretanya entre 1221 i 1286 i comte de Richmond el 1268.

## Família

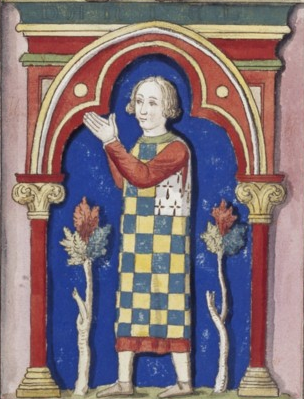
Joan I el Roig

Fill de Pere I Mauclerc, batlle de Bretanya i d'Alix de Thouars, El 1236, es va casar amb Blanca de Navarra (1226 - 1283), filla de Teobald I de Navarra el Cançoner, comte de Xampanya i rei de Navarra i d'Agnès de Beaujeu. Tindran vuit fills:
1. Joan II (1239 – 1305), duc de Bretanya. El seu pare li va transferir el títol de comte de Richmond el 1268. Es va casar amb Beatriu d'Anglaterra
2. Pere (2 d'abril de 1241 – 19 d'octubre de 1268), senyor de Dinan, Hédé, Léon, Hennebont i la Roche-Derrien
3. Alix de Bretanya (6 de juny de 1243 - 2 d'agost de 1288), senyora de Pontarcy, casada amb Joan I de Blois-Châtillon, comte de Blois i de Chartres;
4. Tibau o Teobald (23 de juliol de 1245 – 23 d'octubre de 1246), enterrat a l'abadia de Saint-Gildas de Rhuys;
5. Tibau o Teobald (9 de novembre de 1247), mort jove, enterrat a l'abadia de Saint-Gildas de Rhuys ;
6. Elionor (1248), morta jove, enterrada a l'abadia de Saint-Gildas de Rhuys;
7. Nicolau (8 de desembre de 1249 – 14 d'agost de 1251), enterrat a l'abadia de Saint-Gildas de Rhuys ;
8. Robert (6 de març de 1251 – 4 de febrer de 1259), enterrat a l'església del Convent dels Franciscans de Nantes.

## Govern
Va esdevenir duc de Bretanya en títol el 1221, a la mort de la seva mare, però, com que només tenia quatre anys, el seu pare va assegurar la regència. Joan va fer les seves primeres armes el 1232, quan el seu pare va haver de reprimir revoltes dels seus barons. El 1237, prengué personalment el govern del ducat, i va haver de reprimir la revolta d'un dels seus vassalls, Pere de Craon. El 1239 va incorporar al ducat el port de Brest. El 1242 va lluitar a Poitou per compte del rei de França i va sotmetre el comtat de la Marca.
Es va casar amb Blanca de Navarra, filla de Teobald I de Navarra el Cançoner, comte de Xampanya i rei de Navarra, i aquest darrer el va designar com el seu successor en el regne de Navarra. El 1240 va expulsar els jueus de Bretanya. El 1254, a canvi d'una compensació anual de tres mil lliures, va renunciar definitivament a aquesta successió a favor del seu cunyat Teobald II de Navarra el Jove.
Va tenir nombrosos enfrontaments amb el clergat i la noblesa bretona. En conflicte amb el bisbe de Nantes, va ser excomunicat pels bisbes bretons i es va acabar sotmetent; però els nobles, veient-lo afavorir els sacerdots, van prendre llavors les armes. Joan els va acabar sotmetent. Va acompanyar llavors a Lluís IX de França a la vuitena croada (1270), i va poder escapar a la pesta que va matar el rei, tornant al seu ducat.